# Tombusviridae
Die Tombusviridae sind eine Familie einzelsträngiger RNA-Pflanzenviren mit positiver Polarität.
Es gibt derzeit (Stand Mai 2024) 97 Arten in dieser Familie, aufgeteilt in 18 Gattungen
Die Mitglieder können entweder ein- oder zweikeimblättrige Pflanzen (Monokotyledonen oder Dikotyledonen) befallen, aber keine Art kann beide befallen.
Der Name leitet sich von der ehem. Typusart Tomato-bushy-stunt-Virus (TBSV) der zugehörigen Gattung Tombusvirus ab.

## Aufbau

Schemazeichnung eines Virusteilchens der Familie Tombusviridae (Querschnitt und Seitenansicht)

Die RNA ist in einem ikosaedrischen Kapsid mit T=3-Symmetrie eingeschlossen.
Das Kapsid besteht aus 180 Einheiten eines Proteins (englisch single coat protein) besteht.
Das Virion (Virusteilchen) hat einen Durchmesser von 28–35 nm und ist nicht umhüllt.

## Genom

Genomkarte der Tombusviridae

Genomkarte der Gattung Luteovirus

Das Genom der Tombusviridae ist linear und bei fast allen Vertretern unsegmentiert (monopartit), lediglich bei der Gattung Dianthovirus ist bekannt, dass das Genom aus zwei Segmenten besteht (bipartit segmentiert).
Das Genom ist ungefähr 4,6–4,8 kB lang, hat weder eine 5'-Kappe noch einen 3'-Polyadenin-Schwanz.
Es kodiert 4–6 OffeneLeserahmen (ORFs). Die Polymerase kodiert ein Amber-Stopcodon, so dass ein Durchlesen ermöglicht wird. Dadurch kann ein zweites für die Replikation notwendiges Produkt erzeugt werden. Es gibt keine vom Virusgenom kodierte Helikase.

## Vermehrungszyklus
Die Mitglieder der Tombusviridae replizieren im Zytoplasma, die Freisetzung nach außen erfolgt durch Lyse. Die Replikation folgt dem üblichen Replikationsmodell von Positivstrang-RNA-Viren.
Nachdem die Virionen von ihrem Kapsid befreit wurden (englisch uncoating), erfolgt die Freisetzung der viralen RNA ins Zytoplasma. Die Virionen sind gelegentlich aber auch in den Mitochondrien und Zellkernen vorhanden.
Die virale RNA wird (an den Ribosomen) übersetzt um zunächst zwei Proteine zu erzeugen, die für die Synthese der Virus-RNA (Replikation und Transkription) erforderlich sind.
Die Translation erfolgt durch Leaky-Scanning.
Die Replikation findet dann im Zytoplasma in membranösen Vesikeln, den Virusfabriken (englisch viral factories), statt. Diese können mit dem endoplasmatischen Retikulum assoziiert sein, oder sich in modifizierten Organellen wie Peroxisomen, Mitochondrien und (seltener) Chloroplasten befinden.
Zunächst wird aus dem (+)-Einzelstrang-RNA-Genom des Virus ein Doppelstrang-RNA-Genom erzeugt (dsRNA-Genom).
Dieses dsRNA-Genom wird dann transkribiert bzw. repliziert, d. h. virale Messenger-RNAs (mRNAs) und ssRNA(+)-Genome werden hergestellt.
Die RNA-abhängigen RNA-Polymerase (RdRp) erkennt interne subgenomische Promotoren auf der RNA negativer Polarität (ssRNA(-)) um die Kapsidproteine und Movement-Proteine zu transkribieren.
Die virale RNA dient offenbar nicht nur als Vorlage für die Replikation, sondern ist auch in der Lage, die RNA-Synthese zu manipulieren und zu regulieren.
Man konnte zeigen, dass die Stärke der RNA-Synthese durch die Cis-Elemente ode Cis-artige Elemente auf der RNA wie beim Red clover necrotic mosaic virus (RCNMV) beeinflusst wird. Zu diesen gehören Kernpromotorsequenzen, die den Ort bestimmen, wo die Synthese des komplementären RNA-Strangs beginnt. Man nimmt an, dass dieser Mechanismus von der RNA-abhängigen RNA-Polymerase (RdRp) erkannt wird, die im Genom kodiert ist.
Der Replikationsprozess hinterlässt schließlich einen Überschuss an RNA-Strängen positiver Polarität.
Es wurde festgestellt, dass Tombusviridae GAPDH, ein metabolisches Wirtsenzym, zur Verwendung im Replikationszentrum kooptieren (mit hinzu benutzen). GAPDH kann an den RNA(−)-Strang binden und ihn so im Replikasekomplex halten, wodurch daraus synthetisierte ssRNA(+)-Stränge, exportiert und in der Wirtszelle akkumuliert (angereichert) werden können.
Die Herabregulierung von GAPDH verringerte die Anreicherung viraler RNA und beseitigte den Überschuss an ssRNA(+)-Kopien.
Der Zusammenbau der Virionen (Virus-Assembly) erfolgt im Zytoplasma.
Ein Movement-Protein ermöglicht unter Umständen einen Transfer der Virionen zwischen benachbarten Zellen der Wirtspflanze auch ohne Freisetzung der Virionen durch Lyse.
Die natürlichen Wirte der Tombusviridae sind Pflanzen.
Die Übertragungswege sind mechanisch, über Samen und durch Kontakt (Gartenwerkzeuge). Die Viren in dieser Familie werden normalerweise über den Boden übertragen; einige benutzen allerdings Pilzarten der Ordnung Chytridiales als Vektoren. Die Viren können sich sowohl durch das Wasser ausbreiten, als auch durch Wurzelwachstum in infizierten Boden und Kontakt zwischen Pflanzen, teilweise auch über Pollen oder Samen, je nach Virusspezies. Gärtnerisch konnten die Viren erfolgreich auch durch Pfropfen und mechanische Inokulation (Beimpfung) übertragen werden. erwartungsgemäß ist weder das Virion alleine (ohne Genom), noch das genetische Material alleine infektiös.

## Systematik

### Innere Systematik
Die Systematik der Familie Tombusviridae ist gemäß International Committee on Taxonomy of Viruses (ICTV) mit Stand Mai 2024 inkl. einer Auswahl an Vorschlägen nach NCBI (Stand 3. Juli 2024, in Anführungszeichen) wie folgt:
Bereich: Riboviria, Gruppe: ssRNA(+)
- Familie Tombusviridae

- Unterfamilie Calvusvirinae
  - Gattung Umbravirus
    - Spezies Umbravirus arachidis mit Groundnut rosette virus (GRV, Erdnuss-Rosetten-Virus)
    - Spezies Umbravirus carotae mit Carrot mottle mimic virus (CMoMV)
    - Spezies Umbravirus ethiopiaense mit Ethiopian tobacco bushy top virus (ETBTV)
    - Spezies Umbravirus ixeridii mit Ixeridium yellow mottle virus 2 (IxYMaV2)
    - Spezies Umbravirus lactucae mit Lettuce speckles mottle virus (LSMV)
    - Spezies Umbravirus maculacarotae (ehem. Typusspezies) mit Carrot mottle virus (CMoV)
    - Spezies Umbravirus maculae mit Tobacco mottle virus (TMoV)
    - Spezies Umbravirus nicotianae mit Tobacco bushy top virus (TBTV)
    - Spezies Umbravirus papaveri mit Opium poppy mosaic virus (OPMV)
    - Spezies Umbravirus patriniae mit Patrinia mild mottle virus (PaMMoV)
    - Spezies Umbravirus pisi mit Pea enation mosaic virus 2 (PEMV2, PEMV-2)

- Unterfamilie Procedovirinae
  - Gattung Alphacarmovirus
    - Spezies Alphacarmovirus adonis mit Adonis mosaic virus (AdMV)
    - Spezies Alphacarmovirus angeloniae mit Angelonia flower break virus (AFBV)
    - Spezies Alphacarmovirus cacti mit Saguaro cactus virus (SgCV)
    - Spezies Alphacarmovirus calibrachoae mit Calibrachoa mottle virus (CbMV, CMoV)
    - Spezies Alphacarmovirus dianthi (ehem. Typusspezies) mit Carnation mottle virus (CarMV)
    - Spezies Alphacarmovirus lonicerae mit Honeysuckle ringspot virus (HoRSV)
    - Spezies Alphacarmovirus lupini mit Nootka lupine vein clearing virus (NLVCV)
    - Spezies Alphacarmovirus pelargonii mit Pelargonium flower break virus (PFBV)

  - Gattung Alphanecrovirus
    - Spezies Alphanecrovirus nicotianae (ehem. Typusspezies) mit Tobacco necrosis virus A (TNVA, TNV-A, Tabak-Nekrose-Virus A)
    - Spezies Alphanecrovirus oleae mit Olive latent virus 1 (OLV1, OLV-1, Oliven-Latenz-Virus)
    - Spezies Alphanecrovirus solani mit Potato necrosis virus (PoNV, Tomaten-Nekrose-Virus)
    - Spezies Alphanecrovirus tessellati mit Olive mild mosaic virus (OMMV)
    - Spezies „Beta vulgaris Alphanecrovirus-1“

  - Gattung Aureusvirus
    - Spezies Aureusvirus aurei (ehem. Typusspezies) mit Pothos latent virus (PoLV)
    - Spezies Aureusvirus cucumis mit Cucumber leaf spot virus (CLSV)
    - Spezies Aureusvirus dioscoreae mit Yam spherical virus (YSV)
    - Spezies Aureusvirus sambuci mit Elderberry aureusvirus 1 (ElAV1)
    - Spezies Aureusvirus sorghi mit Johnsongrass chlorotic stripe mosaic virus (JCSMV)
    - Spezies Aureusvirus zeae mit Maize white line mosaic virus (MWLMV)

  - Gattung Avenavirus
    - Spezies Avenavirus avenae (ehem. Typusspezies) mit Oat chlorotic stunt virus (OCSV)

  - Gattung Betacarmovirus
    - Spezies Betacarmovirus brassicae mit Turnip crinkle virus (TCV)
    - Spezies Betacarmovirus cardaminis mit Cardamine chlorotic fleck virus (CCFV)
    - Spezies Betacarmovirus hibisci mit Hibiscus chlorotic ringspot virus (HCRSV)
    - Spezies Betacarmovirus iridis mit Japanese iris necrotic ring virus alias Japanese iris necrotic ringspot virus (JINRV)

  - Gattung Betanecrovirus
    - Spezies Betanecrovirus betae mit Beet black scorch virus (BBSV, Beet-Black-Scorch-Virus)
    - Spezies Betanecrovirus nicotianae (ehem. Typusspezies) mit Tobacco necrosis virus D (TNVD, TNV-D, Tabak-Nekrose-Virus D)
    - Spezies Betanecrovirus porri mit Leek white stripe virus (LWSV, Leek-white-stripe-Virus)

  - Gattung Gallantivirus
    - Spezies Gallantivirus galinsogae (ehem. Typusspezies) mit Galinsoga mosaic virus (GaMV)

  - Gattung Gammacarmovirus
    - Spezies Gammacarmovirus glycinis mit Soybean yellow mottle mosaic virus (SYMMV)
    - Spezies Gammacarmovirus melonis (ehem. Typusspezies) mit Melon necrotic spot virus (MNSV, Melon-necrotic-spot-Virus)
    - Spezies Gammacarmovirus pisi mit Pea stem necrosis virus (PSNV)
    - Spezies Gammacarmovirus vignae mit Cowpea mottle virus (CPMV)

  - Gattung Macanavirus
    - Spezies Macanavirus furcraeae (ehem. Typusspezies) mit Furcraea necrotic streak virus (FNSV)

  - Gattung Machlomovirus
    - Spezies Machlomovirus zeae (ehem. Typusspezies) mit Maize chlorotic mottle virus (MCMV)

  - Gattung Panicovirus
    - Spezies Panicovirus dactylis mit Cocksfoot mild mosaic virus (CMMV)
    - Spezies Panicovirus panici (ehem. Typusspezies) mit Panicum mosaic virus (PMV, Hirse-Mosaik-Virus)
    - Spezies Panicovirus paspali mit Thin paspalum asymptomatic virus (TPAV)

  - Gattung Pelarspovirus
    - Spezies Pelarspovirus anulopelargonii mit Pelargonium ringspot virus (PelRSV)
    - Spezies Pelarspovirus chloropelargonii mit Pelargonium chlorotic ring pattern virus (PCRPV)
    - Spezies Pelarspovirus clematis mit Clematis chlorotic mottle virus (ClCMV)
    - Spezies Pelarspovirus jasmini mit Jasmine virus H (JaVH)
    - Spezies Pelarspovirus lineapelargonii (ehem. Typusspezies) mit Pelargonium line pattern virus (PLPV)
    - Spezies Pelarspovirus rosae mit Rosa rugosa leaf distortion virus (RrLDV)
    - Spezies Pelarspovirus sambuci mit Elderberry latent virus (ELV, ElLDV)
    - Spezies Pelarspovirus tessellati mit Jasmine mosaic-associated virus (JMaV)

  - Gattung Tombusvirus
    - Spezies Tombusvirus algeriaense mit Grapevine Algerian latent virus (GALV)
    - Spezies Tombusvirus bulgariaense mit Cucumber Bulgarian latent virus alias Cucumber Bulgarian virus (CBLV-Bulgaria)
    - Spezies Tombusvirus cucumis mit Cucumber necrosis virus (CNV, Cucumber-necrosis-Virus)
    - Spezies Tombusvirus cymbidii mit Cymbidium ringspot virus (CyRV)
    - Spezies Tombusvirus cynarae mit Artichoke mottled crinkle virus (AMCV)
    - Spezies Tombusvirus dianthi mit Carnation Italian ringspot virus (CIRV)
    - Spezies Tombusvirus havelfluminis mit Havel River virus (HRV)
    - Spezies Tombusvirus latofluminis mit Lato River virus (LRV)
    - Spezies Tombusvirus limonii mit Limonium flower distortion virus (LFDV)
    - Spezies Tombusvirus lycopersici (ehem. Typusspezies) mit Tomato bushy stunt virus (TBSV, Tomato-bushy-stunt-Virus alias Tomatenzwergbusch-Virus)
    - Spezies Tombusvirus melongenae mit Eggplant mottled crinkle virus (EMCV), 
Lisianthus necrosis virus L (LNV-L),
Lisianthus necrosis virus Zantedeschia (LNV-Zantedeschia),
Pear latent virus (PLV)
    - Spezies Tombusvirus moroccoense mit Moroccan pepper virus (MPV),
Lettuce necrotic stunt virus (LNSV)
    - Spezies Tombusvirus neckarfluminis mit Neckar River virus (NRV)
    - Spezies Tombusvirus necropelargonii mit Pelargonium necrotic spot virus (PNSV)
    - Spezies Tombusvirus pelargonii mit Pelargonium leaf curl virus (PLCV)
    - Spezies Tombusvirus petuniae mit Petunia asteroid mosaic virus (PAMV, PetAMV)
    - Spezies Tombusvirus siktefluminis mit Sikte waterborne virus (SWBV)

  - Gattung Tralespevirus
    - Spezies Tralespevirus gompholobii mit Gompholobium virus A (GomVA)
    - Spezies Tralespevirus lespedezae mit Trailing lespedeza virus 1 alias TGP Carmovirus 1 (TLV1)

  - Gattung Zeavirus
    - Spezies Zeavirus zeae (ehem. Typosspezies) mit Maize necrotic streak virus (MNeSV)

  - ohne zugewiesene Gattung
    - Spezies Ahlum waterborne virus mit Ahlum waterborne virus (AWBV)
    - Spezies Bean mild mosaic virus mit Bean mild mosaic virus (BMMV)
    - Spezies Chenopodium necrosis virus mit Chenopodium necrosis virus (ChNV, Chenopodium-Nekrose-Virus)
    - Spezies Cucumber soil-borne virus mit Cucumber soil-borne virus (CSBV)
    - Spezies Weddel waterborne virus mit Weddel waterborne virus (WWBV)

- Unterfamilie Regressovirinae
  - Gattung Dianthovirus
    - Spezies Dianthovirus dianthi (ehem. Typusspezies) mit Carnation ringspot virus (CRSV)
    - Spezies Dianthovirus meliloti mit Sweet clover necrotic mosaic virus (SCNMV)
    - Spezies Dianthovirus trifolii mit Red clover necrotic mosaic virus (RCNMV)

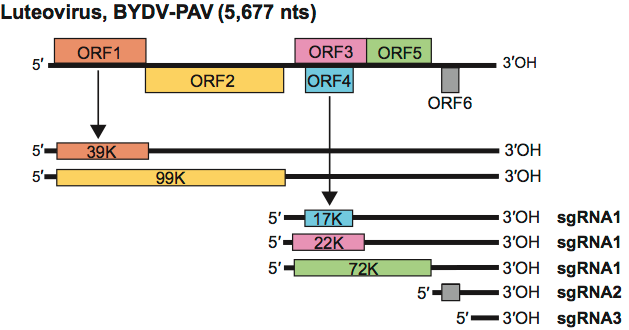
Genomkarte von BYDV-PAV

  - Gattung Luteovirus (ehemals im Jahr 2020 aufgelöster Familie Luteoviridae)

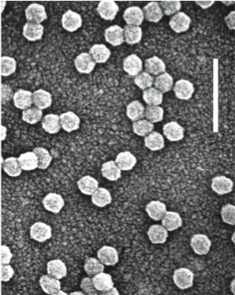
EM-Aufnahme von Virionen des Gelbverzwergungsvirus PAV (BYDV-PAV)

    - Spezias Luteovirus avii mit Cherry associated luteovirus alias Cherry-associated luteovirus (ChaLV)
    - Spezias Luteovirus glycinis mit Soybean dwarf virus (SbDV)
    - Spezias Luteovirus kerbihordei mit Barley yellow dwarf virus kerII alias Barley yellow dwarf virus-kerII (BYDVkerII)
    - Spezias Luteovirus kertrihordei mit Barley yellow dwarf virus kerIII alias Barley yellow dwarf virus-kerIII (BYDVkerIII)
    - Spezias Luteovirus mali mit Apple luteovirus 1 (ALV1)
    - Spezias Luteovirus mavhordei mit Barley yellow dwarf virus MAV oder Barley yellow dwarf virus-MAV (BYDVPMAV, BYDV-MAV, Gelbverzwergungsvirus MAV)
    - Spezias Luteovirus nucipersicae mit Nectarine stem pitting associated virus (NSPaV)
    - Spezias Luteovirus pashordei mit Barley yellow dwarf virus PAS oder Barley yellow dwarf virus-PAS (BYDVPAS, BYDV-PAS, Gelbverzwergungsvirus PAS)
    - Spezias Luteovirus pavhordei (ehem. Typusspezies) mit Barley yellow dwarf virus PAV alias Barley yellow dwarf virus-PAV (BYDVPAV, Gelbverzwergungsvirus PAV)
    - Spezias Luteovirus phaseoli mit Bean leafroll virus (BLRV)
    - Spezias Luteovirus rosae mit Rose spring dwarf-associated virus (RSDaV)
    - Spezias Luteovirus sgvhordei mit Barley yellow dwarf virus-SGV (BYDV-SGV)
    - Spezias Luteovirus sociomali mit Apple associated luteovirus alias Apple-associated luteovirus (AaLV)
    - Spezias Luteovirus trifolii mit Red clover associated luteovirus alias Red clover-associated luteovirus (RCaV)

### Äußere Systematik
Koonin et al (2015) vermuten, dass die Flaviviridae Ursprung der von ihnen postulierten Verwandtschaftsgruppe Negative-strand RNA viruses sind; diese Gruppe entspricht dem heutigen Phylum Negarnaviricota. Vorschlagsgemäße Schwestergruppe der die Flaviviridae wäre danach die Familie der Tombusviridae. Alle zusammen bilden sie nach diesem Vorschlag die von den Autoren postulierte Supergruppe „Flavivirus-like superfamily“.
Shi et al (2016) bezeichnen die weitere Verwandtschaft der Flaviviridae ähnlich als „Flavi-like viruses“.
Diese Vorschläge wurden mit der Master species List #35 des ICTV vom März 2020 abgelöst. Eine Gegenüberstellung der Kladogramme findet sich bei Tymovirales §ICTV Master Species List #35.

## Bemerkungen
DI-Moleküle (englisch defective interfering RNA) sind RNAs, die aus dem viralen Genom hergestellt werden, die aber aufgrund von Verkürzungen und anderen Fehlern nicht in der Lage sind, Zellen (wie ein Virus) alleine zu infizieren. Stattdessen müssen sie (wie ein Satellitenvirus) mit einem intakten Helfervirus koinfiziert werden.
Untersuchungen haben gezeigt, dass die Infektion von Pflanzen mit Tombusviren DI RNAs enthält, die direkt aus dem Virus-RNA-Genom und keinem Wirtsgenom stammen. Virale DI RNAs mit ihrer geringen Größe und den cis-wirkenden Elementen sind sowohl in vivo als auch in vitro gute Vorlagen für die Untersuchung der RNA-Replikation.
Bei der Synthese einiger Proteine wird subgenomische RNA (englisch Sub-genomic RNA, sgRNA) verwendet. Sie entsteht durch vorzeitige Beendigung der (−)-Strangsynthese. In infizierten Zellen wurden sgRNAs und sgRNA-Negativ-Sense-Templates gefunden.